# Léo Dubois
Léo Dubois (ur. 14 września 1994 w Segré) – francuski piłkarz, występujący na pozycji obrońcy w tureckim klubie Eyüpspor oraz w reprezentacji Francji.

## Życiorys
Jest wychowankiem FC Nantes. W czasach juniorskich trenował także w SC Saint-Gemmes d’Andigne i ES Segré Haut-Anjou. W latach 2012–2014 grał w drużynie rezerw Nantes, a następnie dołączył do kadry pierwszego zespołu. W Ligue 1 zadebiutował 9 maja 2015 w przegranym 1:2 meczu z Girondins Bordeaux. 1 lipca 2018 został na zasadzie wolnego transferu piłkarzem Olympique Lyon.